# Gavda
Gavda, nizozemskoː Goudse boerenkaaas, je vrsta nizozemskega poltrdega sira.

## Značilnosti
Hlebec gavda sira ima obliko valja z zaobljenimi robovi, navadno s premerom 40 cm. Mere so lahko različne, vendar je razmerje med višino in premerom navadno med 1:4 do 1:3. 
Teža hlebca se giblje med 2,5 do 15 kg. Pri premeru hlebca okoli 40 cm je teža 12 kg. Gavda ima čvrsto, suho gladko skorjo, ki je svetlo do temno slamnato rumene barve. Testo je slamnato rumeno, prožno, dokaj čvrsto in primerno za rezanje. Očesa do velikosti graha (premer 5 mm) so po vsem prerezu redko, vendar enakomerno razporejena. Mladi sir ima rahlo kiselkast do sladkast okus, zrel pa izrezitejši okus, ki spominja na orehova jedrca in je celo rahlo pikanten.

## Proizvodnja
Iz 100 litrov izključno pasteriziranega kravjega mleka pridobijo okoli 9,5 do 11,5 kg sira. Gavda zori najmanj 8 tednov do 5 mesecev, pri temperaturi 16 °C do 18 °C, lahko pa tudi do 10 mesecev. Suh sir premažejo s sintetično emulzijo.
Gavdo zorijo tudi v foliji, če jo oblikujejo v bloke. V tem primeru čas zorenja traja dva do štiri mesece. Gavda vsebuje 48% do 49% maščobe v suhi snovi in 58% do 63% vode v nemastni snovi ter okoli 2,5% soli.

## Zgodovina
Sir Gauda nosi ime po mestecu Gauda, ki leži severno od Amsterdama, že v srednjem veku so ta sir izvažali.